# خير أباد (باقران)
خير أباد (بالفارسية: خیرآباد) هي مستوطنة تقع في إيران في قسم باقران الريفي.